# 橋本龍太郎
橋本龍太郎（日语：／ Hashimoto Ryūtarō，1937年7月29日—2006年7月1日），日本政治人物，曾于1996年至1998年出任日本內閣總理大臣。

## 生平
生於東京，祖籍岡山縣總社市。慶應義塾大學法學部政治學科出身。
橋本進入政界從擔任眾議院議員西村英一的秘書開始，1963年他首次當選眾議員，加入田中派，此後一直騰步青雲，先後擔任過自民黨政調會長、自民党幹事長、厚生大臣、運輸大臣、通產大臣、大藏大臣、直至自民党總裁和內閣總理大臣，是日本政界舉足輕重的人物，曾捲入KSD事件。
1985年，田中派大將竹下登謀求成立創政會，橋本也有參與其中，1987年竹下登成立經世會，參與其中，視為竹下派大將，與小淵惠三、小澤一郎等人並稱為「竹下派七奉行」。
1987年，竹下登組閣後，出任自民黨幹事長代理，1989年，竹下登因為里庫路特事件辭職，安竹宮三人全都收了里庫路特的獻金，而沒收獻金而有能力的人拒絕出來接收這個爛攤子，黨內唯有推舉沒有收錢的中曾根派宇野宗佑出任首相，橋本獲起用為自民黨幹事長，不過由於宇野宗佑上任後未幾發生「藝妓問題」，聲勢大幅下滑，橋本代替宇野全國奔走進行演說，得到了超高人氣，最後宇野因為1989年參議院選舉大敗而下臺。由於自民黨士氣嚴重低落，橋本被視為可以推舉為總裁的人選，但竹下登不希望進行世代交替於是拒絕推出橋本參與總裁選舉，最後河本派的海部俊樹出任首相，被起用為大藏大臣，1991年10月，因為股票醜聞而辭職。
1991年，其異母弟橋本大二郎參選高知縣知事，與自民黨的候選人對決，橋本擁護其弟，並說「我為他感到驕傲」。
1992年，竹下派會長金丸信因佐川急便事件辭去職務，令竹下派在選舉新會長時分裂，橋本支持同屬七奉行的小淵惠三當選竹下派會長，被任命為副會長。羽田孜、小澤一郎等出走建立羽田派。1993年，宮澤內閣因不信任動議通過而解散國會大選，與河野洋平與石原慎太郎進行全國遊說，被稱為「三本之矢」，選舉結果自民黨大敗下野，也因為此次下野起因源自竹下派分裂(羽田派支持不信任動議並脫黨)，故不參選黨總裁。被後繼的河野洋平任命為政調會長。1994年，自社先聯合政權成立，被任命為通商產業大臣。
1995年9月，橋本參選自民黨總裁，成功當選接替河野洋平，并在村山内阁中担任副首相。1996年1月11日，社會黨首相村山富市辭職，橋本接任內閣總理大臣，成为55年体制在1993年崩溃后的首任自民党籍首相。

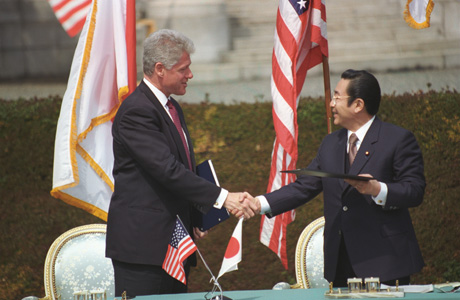
1996年，橋本龍太郎與柯林頓的合影

橋本在任首相期間，由於他主張日本首相有參拜靖國神社的自由，他於1996年上任後參拜靖國神社，正好加上該年的保釣運動活躍，日本右翼分子及保釣分子先後登上島嶼，因此一度短暫引起日本與中國的關係緊張，其後年底自民黨在眾議院選舉取回多數。不過他之後立場又迅速軟化，使得他成功修復與中國的關係，曾於1997年參觀中國瀋陽的“九一八”紀念館，並寫下“以和為貴”，成為進入該館的第一個在任日本首相。
橋本於1996年推行公務員制度改革，內容包括合併政府部委、強化內閣制定政策的權能，及縮減行政機構等；政策於 2001 年生效。
1998年參議院選舉，橋本領導的自民黨大敗，一反選前可當選60至70席的預測，在改選的議席中只取得44席，在多個大城市，例如東京、神奈川、愛知、京都、大阪、兵庫等選舉區自民候選人都全軍覆沒，比例代表的選票與民主黨只差不足二百萬票。雖然自民黨獲103席，維持參院第一大黨地位，繼續在參院陷入不過半的處境，開票當晚就放出口風會辭職，翌日就在自民黨役員會上宣佈辭任首相及自民黨總裁職務。小淵惠三繼任後，1999年9月，鑑於來年實行長期照顧保險，需要在厚生方面有實力的人士出任厚生大臣，於是邀請厚生族的橋本出任厚生大臣，但橋本以去年參院選大敗的責任而推辭，推薦厚生族的重鎮前厚生相丹羽雄哉出任厚生大臣。
2000年7月，舊小淵派（平成研究會）會長錦貫民輔出任眾議院議長後，繼任平成研究會會長之職，轉變成為成為橋本派。
2000年12月，第二次森內閣時，他被任命為沖繩開發廳長官兼行政改革擔當大臣，再次加入內閣。2001年，由於省廳再編，退任沖繩開發廳長官，就任被新設的沖繩及北方對策擔當大臣。同年4月1日，兼任規制改革擔當大臣。
2001年4月，他與小泉純一郎競選自民党總裁失敗，未能再次出任首相。2004年，因為捲入收受日本牙醫聯盟的1億日元政治獻金的疑雲而被迫辭去橋本派會長職務。他決定不參加2005年日本大選，退出政壇，由次子橋本嶽繼承政治版圖。
2006年，他曾表示反對小泉純一郎參拜靖國神社，認為中日兩國只有在政治外交上成功，才能在經濟合作上取得成績。

## 逝世
2006年6月4日，橋本因腹痛入住東京國立國際醫療中心，被診斷為腸道缺血，經手術治理後情況未見好轉。6月30日病危，並於7月1日下午因多重器官衰竭并发敗血性休克逝世，享年68歲。葬禮於8月8日早上在日本武道館舉行，約4,600人出席。

## 简历
- 1937年（昭和12年）7月29日生於東京都澀谷區，為大藏省公務員橋本龍伍的長子。
- 1950年（昭和12年）3月畢業於大田區立田園調布小學校。
- 1953年（昭和28年）3月畢業於麻布中學校。
- 1956年（昭和31年）3月畢業於麻布高等學校。
- 1960年（昭和35年）3月畢業於慶應義塾大學法學院政治學科。
- 1960年（昭和35年）4月加入吳羽紡織（現東洋紡）。
- 1963年（昭和38年）
  - 4月：任眾議員西村英一的秘書。
  - 7月：任厚生大臣秘書官。
  - 11月：繼承父親的政治版圖，出選眾議院岡山縣第2區，並成功當選。
- 1970年（昭和45年）1月，任厚生政務次官。（第三次佐藤內閣）
- 1976年（昭和50年）12月，任日本眾議院社會勞動委員長。
- 1977年（昭和52年）11月，任自民黨政務調查會社會部會長
- 1978年（昭和53年）12月，任厚生大臣。（第一次大平內閣）
- 1986年（昭和61年）7月，任運輸大臣。（第三次中曾根內閣）
- 1987年（昭和62年）11月，任自民黨幹事長代理。
- 1989年（平成元年）6月，任自民黨幹事長。
- 1989年（平成元年）8月，任大藏大臣。（第一次海部內閣）
- 1990年（平成2年）2月，留任大藏大臣。（第二次海部內閣）
- 1990年（平成2年）12月，留任大藏大臣。（第二次海部改造內閣）
- 1991年（平成3年）10月，因涉及證券醜聞而辭任大藏大臣。
- 1993年（平成5年）
  - 2月：任自民黨環境基本問題調查會會長。
  - 8月：自民黨下野後，任政調會長。
- 1994年（平成6年）6月，自民黨與社會黨及先驅新黨組建聯合政府後，任通商產業大臣。（村山內閣）
- 1995年（平成7年）
  - 9月：接替河野洋平，出任自民黨總裁。
  - 10月：任副總理兼通商產業大臣（村山改造內閣）
- 1996年（平成8年）1月：內閣總理大臣
- 1998年（平成10年）7月自民黨在參議院選舉慘敗，橋本引咎辭任首相及自民黨總裁。
- 2000年（平成12年）7月任平成研究會會長，12月任行政改革擔當大臣兼沖繩開發廳長官（第二次森改造內閣）。
- 2001年（平成13年）1月中央省廳重組後，任行政改革・規制改革擔當大臣兼沖繩及北方對策擔當大臣（第二次森改造內閣）；4月自民黨總裁選舉，敗予小泉純一郎。
- 2003年（平成15年）5月：任自民黨沖繩振興委員會會長
- 2004年（平成16年）2月：任聯合國「水與衛生諮詢委員會」議長。
- 2005年（平成17年）8月：眾議院被解散後，宣布不再競逐連任，退出政壇。繼承的次子橋本岳在選舉中經比例代表制當選眾議員。
- 2006年（平成18年）7月1日因多重器官衰竭及敗血性休克逝世，享年68歲。

## 荣誉

### 日本勋章奖章
- 大勋位菊花大绶章（2006年7月）

## 家族
父親橋本龍伍曾在岸信介內閣時擔任過文部大臣和厚生大臣。前任高知縣知事橋本大二郎是同父異母弟弟。眾議員橋本嶽是其次子。

## 逸闻
居於東京都港区南麻布，育有五名子女，血型为AB型。
桥本的爱好很广，剑道、書法、读书、登山、摄影、滑雪、游泳等都在其爱好之列。
其座右铭是：以诚相待、初心不忘。